# British Rail Class 222
British Rail Class 222 – typ spalinowych zespołów trakcyjnych produkowanych od 2004 przez firmę Bombardier Transportation. Do chwili obecnej dostarczono 27 zestawów, składających się z różnej liczby wagonów (od 4 do 7). Ze względu na swoją wysoką prędkość konstrukcyjną, są eksploatowane głównie na trasach dalekobieżnych. Aktualnie można je znaleźć we flocie dwóch przewoźników: East Midlands Trains oraz First Hull Trains.

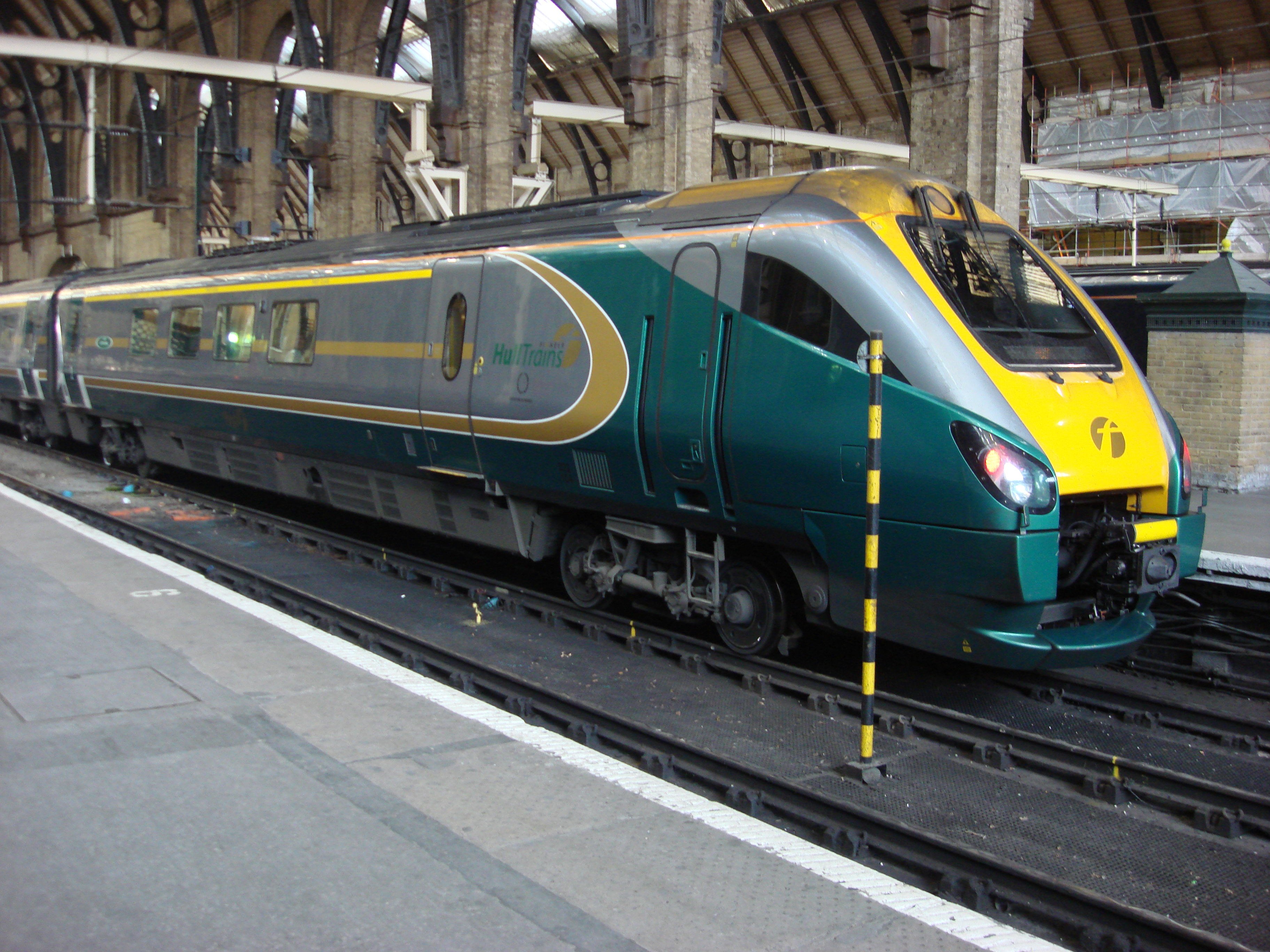
Pociąg w malowaniu First Hull Trains